# Cosmarium granatum
Cosmarium granatum là một loài Song tinh tảo trong họ Desmidiaceae, thuộc chi Cosmarium.